# Carew (Adelsgeschlecht)

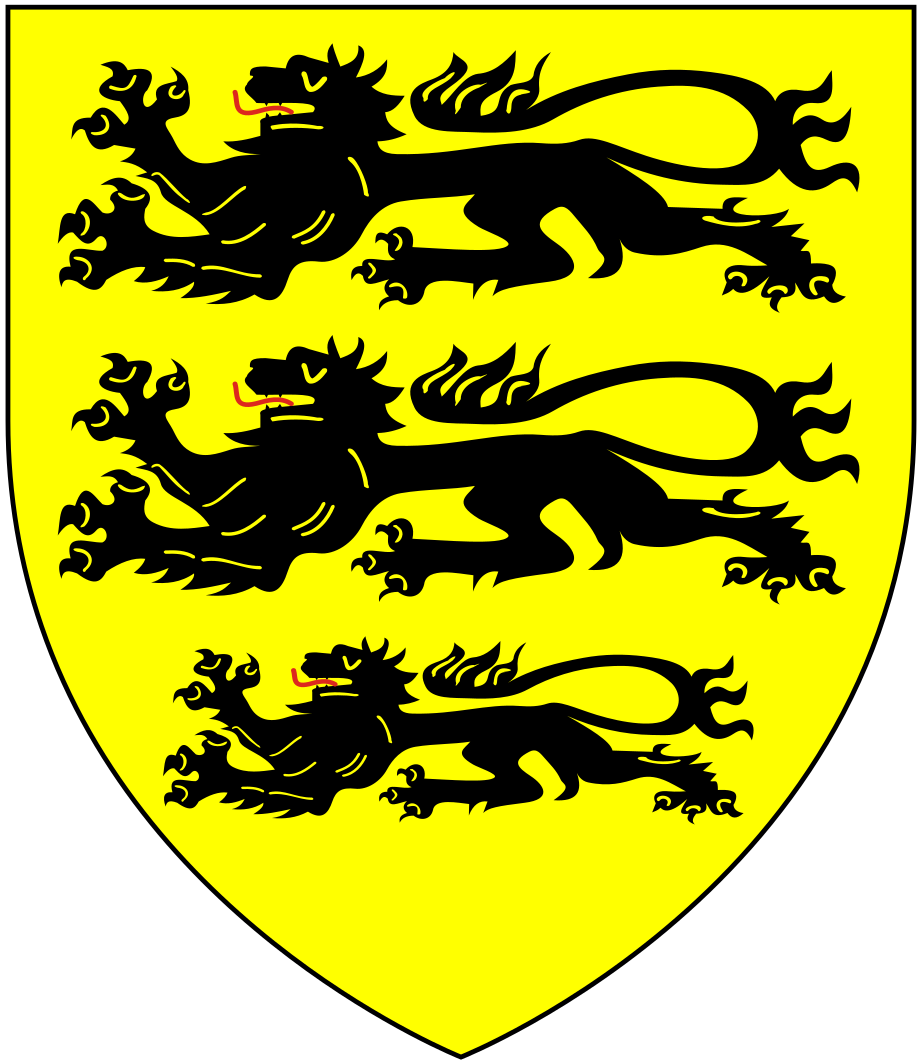
Wappen der Familie Carew im Mittelalter

Die Familie Carew ist eine englische Adelsfamilie, die sich seit dem 14. Jahrhundert in mehrere Familienzweige unterteilt hat. Vor allem während der Zeit der Tudorkönige entstammten der Familie mehrere bekannte Militärs und Politiker. Im 17. und 18. Jahrhundert gehörten die Familienzweige zu den führenden Familien der Gentry von Südwestengland. Zahlreiche Angehörige der Familie wurden als Abgeordnete für das House of Commons gewählt.

## Ursprung der Familie in Wales
Die Familie ist anglonormannischen Ursprung. Als Stammvater gilt Gerald of Windsor, der im frühen 12. Jahrhundert Castell Caeriw in Südwales errichtete. Sein Sohn William benannte sich nach der Burg. Raymond FitzGerald, ein Sohn von William de Carew und andere Mitglieder der Familie waren an der anglonormannischen Eroberung Irlands beteiligt, Raymond wurde der Stammvater der irischen Familie Fitzgerald.

## Carews von Mohun's Ottery
John Carew († 1324) erwarb Anfang des 14. Jahrhunderts durch Heirat Mohun's Ottery in Devon. Seine Erben erwarben weitere Besitzungen in Südwestengland, wohin sich der Schwerpunkt der Familie verlagerte. John Carews gleichnamiger Sohn John Carew und dessen Enkel Thomas Carew zeichneten sich im Hundertjährigen Krieg als Militärs aus. Nicholas Carew von Mohun's Ottery heiratete Joan Courtenay, die weitere Ländereien in Südwestengland erbte. Während ihr ältester Sohn Thomas Carew († 1461) von seinem Vater Carew Castle in Wales sowie Mohun's Ottery in Devon erbte, verteilte sie ihre ererbten Güter an ihre vier jüngeren Söhne. Während Hugh Carew 1470 kinderlos starb, begründete Alexander Carew die Familie Carew von Antony, William Carew die Familie Carew von Camerton und Crowcombe und Nicholas Carew die Familie Carew von Haccombe.
Edmund Carew († 1513), ein Urenkel von Thomas Carew († 1461), verschuldete sich im Dienst des Königs, so dass er schließlich Carew Castle verpfänden musste und das Pfand nicht mehr auslösen konnte. Sein jüngerer Sohn Gawain Carew sowie seine Enkel George und Peter Carew stiegen unter den Tudor-Königen als Militärs und Politiker auf. Ein weiterer Enkel, George Carew, wurde zum Baron Carew und Earl of Totnes erhoben, starb jedoch 1629 ohne überlebende legitime männliche Nachkommen. Nach dem Tod von Peter Carew 1575 fiel Mohun's Ottery schließlich in weiblicher Erbfolge an die Familie Southgate (auch Southcote). 

### Stammliste der Carews von Mohun's Ottery
1. Sir Nicholas Carew († 1311)
  1. Sir John Carew († 1324)
    1. Nicholas Carew († 1324)
    2. Sir John Carew († 1362)
      1. Sir Leonard Carew (1342–1369)
        1. Sir Thomas Carew (um 1368–vor 1431)
          1. Sir Nicholas Carew († 1447/9)
            1. Thomas Carew († 1461)
              1. Nicholas Carew (auch John Carew genannt) (um 1423–1470) 
                1. Sir Edmund Carew (um 1464–1513)
                  1. Sir William Carew (um 1483–1536)
                    1. Sir George Carew (um 1504–1545)
                    2. Sir Peter Carew (1510–1575)

                  2. Thomas Carew (siehe Carews von Bickleigh)
                  3. George Carew (1497/98–1583)
                    1. Peter Carew († 1580)
                    2. George Carew, 1. Earl of Totnes (1555–1629)

                  4. Sir Gawain Carew (um 1503–1585)

            2. Sir Nicholas Carew († 1469) (siehe Carews von Haccombe)
            3. Hugh Carew († 1470)
            4. Alexander Carew († 1492) siehe Carews von Antony
            5. Sir William Carew († 1501) (siehe Carews von Camerton und Crowcombe)

  2. Nicholas Carew († 1390) (Stammvater der Carews von Beddington)

## Carews von Beddington
Nicholas Carew, ein jüngerer Bruder von John Carew († 1324) von Mohun's Ottery, wurde unter Eduard III. Lordsiegelbewahrer und konnte Mitte des 14. Jahrhunderts das Gut von Beddington in Surrey erworben. Sein Nachfahre Nicholas Carew machte während der Herrschaft von Heinrich VIII. als Höfling Karriere, bis er 1539 hingerichtet wurde. Mit dem kinderlosen Tod von dessen Sohn Francis Carew 1611 erlosch die Familie in direkter männlicher Linie. Er hatte jedoch seinen Neffen Nicholas Throckmorton adoptiert, der wieder den Namen Carew annahm. Dessen Nachfahren stellten bis 1727 mehrere Abgeordnete für das House of Commons. 1715 wurde Nicholas Carew zum Baronet erhoben, doch mit dem Tod von seinem Sohn Nicholas Carew, 2. Baronet 1762 erlosch der Titel wieder. In weiblicher Erbfolge blieb der Familiensitz Beddington Place bis 1856 im Besitz der Familie, bis der verschuldete Charles Hallowell Hallowell Carew alle Rechte an seinen Gläubiger Samuel Ford abtreten musste.

### Stammliste der Carews von Beddington (Auszug)
1. Sir Richard Carew  (um 1469–1520)
  1. Sir Nicholas Carew (um 1496–1539)
    1. Sir Francis Carew (um 1530–1611)
    2. Anne Carew (um 1520–1581) ⚭ Nicholas Throckmorton
      1. Sir Nicholas Carew (um 1567–1644)
        1. Sir Francis Carew (1602–1649)
          1. Sir Nicholas Carew (1635–1688)
            1. Sir Francis Carew († 1689)
              1. Sir Nicholas Carew, 1. Baronet (1686–1727)
                1. Sir Nicholas Carew, 2. Baronet († 1762)

## Carews von Bickleigh
William Carew von Mohun's Ottery, der seit 1495 Bickleigh Castle in Devon gepachtet hatte, verlobte 1512 seinen jüngeren Bruder Thomas Carew mit seinem Mündel Elizabeth Courtenay. Ihr Großvater Sir Philip Courtenay vermachte ihr schließlich Bickleigh, so dass Thomas Carew die Familie Carew von Bickleigh begründete. Sein Nachfahre Sir Henry Carew stand während des englischen Bürgerkriegs auf der Seite des Königs, weshalb Bickleigh Castle zerstört wurde. Henry Carew starb 1681, seine Erbtochter Elizabeth hatte Thomas Carew von Haccombe geheiratet. Damit fiel Bickleigh Castle an die Familie Carew von Haccombe, bis es 1927 verkauft wurde.

## Carews von Haccombe
Nicholas Carew († 1469) begründete die Familie Carew von Haccombe in Devon. Sein Nachfahre Thomas Carew war das einzige Mitglied der Familie, das als Mitglied des House of Commons größere politische Bedeutung erlangte. Er wurde 1661 als Baronet in den erblichen Adelsstand erhoben. Durch seine Heirat mit Elizabeth Carew von Bickleigh erbte sein Sohn Henry Carew Bickleigh Castle. Der Familiensitz Haccombe House bei Newton Abbot wurde um 1800 neu errichtet und blieb bis 1942 im Besitz der Familie.
Der Abenteurer und Verbrecher Bampfylde Moore Carew, der selbsternannte König der Bettler, war ein Nachfahre eines jüngeren Sohns der Carews von Haccombe. Der Politiker Charles Carew (1853–1939), der von 1915 bis 1922 Member of Parliament für den Wahlbezirk Tiverton war, war ein Urenkel von Thomas Carew, 6. Baronet. Der kanadische Brigadegeneral Patrick Henry Curtis Carew (* 1931) ist ein Ururenkel von Henry Carew, 7. Baronet.

## Carews von Camerton und Crowcombe
William Carew († 1501) begründete die Familie Carew von Camerton in Somerset. 1568 erwarb sein Nachfahre Thomas Carew († 1604) dort Crowcombe Court. Thomas Carew ließ bis 1739 in Crowcombe ein neues stattliches Herrenhaus errichten. Zur Finanzierung des Baus musste er mehrere Güter, darunter Camerton verkaufen. Mit dem Tod seines Neffen John Carew (1734–1771) 1771 starb die Familie in männlicher Linie aus. John Carews Tochter Mary erbte 1811 schließlich Crowcombe Court und nahm daraufhin wieder den Namen Carew an. Crowcombe Court blieb, schließlich in weiblicher Erbfolge, bis in die 1960er Jahre im Besitz ihrer Nachfahren.

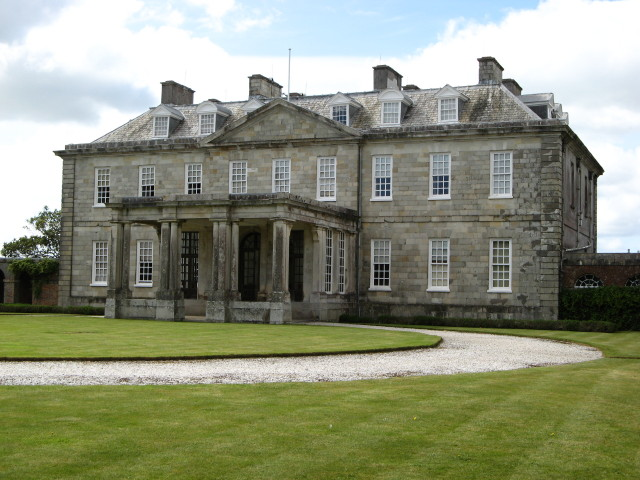
Antony House, Sitz der Familie Carew von Antony

## Carews von Antony
Alexander Carew († 1492) begründete die Familie Carew von Antony in Cornwall. Sein Enkel Wymond Carew stieg als Höfling unter Heinrich VIII. auf, er war dazu das erste Mitglied des Familienzweigs, das als Abgeordneter für das House of Commons gewählt wurde. Zahlreiche Mitglieder der Familie wurden ebenfalls als Abgeordnete gewählt, darunter der Gelehrte Richard Carew († 1620). Dessen Sohn Richard Carew erwarb 1641 den Titel Baronet. Als strenge Puritaner waren seine Söhne während des Englischen Bürgerkriegs Anhänger des Parlaments. Alexander Carew wurde jedoch 1644 wegen Verrats hingerichtet, John Carew nach dem Ende des Commonwealth 1660 als einer der sogenannten Regiciden. William Carew, 5. Baronet ließ ab 1718 Antony House neu errichten. Mit seinem Sohn Coventry Carew starb die Familie 1748 in männlicher Linie aus. Antony fiel schließlich in weiblicher Erbfolge an Reginald Pole, der darauf den Namen Pole-Carew annahm. Sein Nachfahre John Pole-Carew erbte 1924 den Titel Baronet Pole, womit er seinen Namen in Carew Pole änderte. 1961 übergab er Antony House dem National Trust, behielt aber das Wohnrecht für die Familie.

### Stammliste der Carews von Antony (Auszug)
1. Alexander Carew († 1492)
  1. John Carew
    1. Sir Wymond Carew (1498–1549)
      1. Thomas Carew (1526/27–1564)
        1. Richard Carew (1555–1620)
          1. Sir Richard Carew, 1. Baronet (1580–1643)
            1. Alexander Carew, 2. Baronet (1608–1644)
              1. Sir John Carew, 3. Baronet (1635–1692)
                1. Jane († 1700) ⚭ Jonathan Rasleigh, Urgroßvater von Reginald Pole-Carew
                2. Sir Richard Carew, 4. Baronet (1684–1703)
                3. Sir William Carew, 5. Baronet (1689–1744)
                  1. Sir Coventry Carew, 6. Baronet (um 1716–1748)

              2. Richard Carew (1641–1691)

            2. John Carew (1622–1660)
            3. Sir Thomas Carew (1624–1681)
              1. Thomas Carew (1664–1705)

        2. Sir George Carew (um 1556–1612)
          1. Sir Francis Carew (um 1598–1628)

      2. Sir Matthew Carew (1531–1618)
        1. Thomas Carew (1594–1640)

### Stammliste der Pole-Carews von Antony (Auszug)
1. Jane Carew († 1700) ⚭ Jonathan Rasleigh
  1. Sarah Rasleigh ⚭ Carolus Pole
    1. Reginald Pole (1717–1769)
      1. Reginald Pole-Carew (1753–1835)
        1. Joseph Pole-Carew (1787–1852)
        2. William Pole-Carew (1811–1888)
          1. Sir Reginald Pole-Carew (1849–1924)
            1. Sir John Carew Pole, 12. Baronet (1902–1993)
              1. Sir Richard Carew Pole, 13. Baronet (1938–2024)
                1. Sir Tremayne Carew Pole, 14. Baronet (* 1974)

      2. Sir Charles Pole, 1. Baronet (1757–1830)

## Baron Carew
Inwieweit Robert Shapland Carew (1787–1856), ein anglo-irischer Politiker aus dem County Wexford, tatsächlich von den Carews abstammt, die an der anglonormannischen Eroberung Irlands im 12. und 13. Jahrhundert beteiligt waren, kann nicht zweifelsfrei geklärt werden. Er wurde 1834 zum Baron Carew in der Peerage of Ireland und 1838 zum Baron Carew in der Peerage of the United Kingdom erhoben, seine Nachfahren führen die Titel bis heute (2017).